# San José Poliutla
San José Poliutla es una población mexicana ubicado al noroeste del estado de Guerrero, a trescientos metros sobre el nivel del mar. Pertenece al el municipio de Tlapehuala, y de acuerdo al conteo de población y vivienda de 2005 realizado por el INEGI tiene una población de más de tres mil habitantes, aunque esta cifra podría ser superada por la migración que se registra en la población a otros estados de la república y a los Estados Unidos de América. Poliutla, es la comisaría más grande del municipio y de la región de la Tierra Caliente del estado de Guerrero.

## Toponimia
San José: En Honor al proclamado patrono de América San José de Nazaret padre putativo de Jesús.
Poliu-tla: "Lugar Perdido"
náhuatl: Polihui-tlan "Tierra o lugar Perdido"
náhuatl: Polihui-atl "Agua Pérdida
náhuatl: Poli, lutla, "Lugar donde abunda el agua" (no existe fundamento lingüístico e histórico)
Crónicas de Tierra Caliente dice que Poliutla está en náhuatl y deriva de Poliuatl que significa "agua que desaparece". Sigue diciendo el libro Crónicas de Tierra Caliente del Ing. Alfredo Mundo Fernández que en el siglo XV llegan los indios Politecos muy cerca de Totolapan, que estaba poblado por indios Cuitlatecos. En realidad eran de la misma rama pues los Politecos eran indios Tecos y los Cuitlatecos también pero les habían agregado el primer término los mexicas. Los Cuitlatecos no quieren a los Politecos y les hacen la guerra logrando vencerlos y expulsarlos de su territorio, dice la citada obra. Los Politecos se van al Norte y fundan el pueblo de Poliuatl que en el siglo XVI los españoles llamaron Politla y queda como Poliutla.

## Geografía
Poliutla está ubicada en una zona geográfica que se caracteriza por tener una temperatura promedio anual de aproximadamente 30 °C. No obstante esta temperatura tan elevada, se podrá decir que la naturaleza ha sido generosa con esta tierra, cuenta con atractivos lugares naturales como un venero del que corre gran cantidad de agua y al que los pobladores conocen como “La Lutla”, de donde muchos habitantes extraen agua para uso doméstico. “La Lutla”,  se presume, da origen al nombre del pueblo: “Poliutla”. 
Su río es de agua dulce permite la pesca, principalmente mojarra tilapia y pescado bagre. A su alrededor se encuentran algunas huertas de mango, papaya, sandía y melón. Hortalizas como el jitomate y el chile que se comercializan en las ciudades más cercanas como Arcelia y Tlapehuala principalmente. 
Sus tierras, de propiedad ejidal mayoritariamente, son de temporal y de riego gracias a que se cuenta con infraestructura de irrigación. Por sus tierras atraviesa el canal principal proveniente precisamente de la presa de “Vicente Guerrero” que distribuye el agua por las tierras de cultivo de Poliutla por ramales que cubren su totalidad. Hace mucho tiempo la producción de ajonjolí fue la principal, junto con el maíz, pero por falta de incentivos gubernamentales se dejó de cultivar.[cita requerida] En la producción del maíz, San José Poliutla, en los años setenta fue premiado por haber obtenido el tercer lugar en el estado por sus altas cosechas.

## Tradiciones
La danza de los moros: esta danza pretende recordarnos a la guerra entre moros y cristianos. Van guiados con un danzante con apariencia del apóstol Santiago montado en su caballo blanco llevan un machete largo para hacerlos chocar entre unos y otros semejando una batalla. Su vestuario consiste en falda larga, pantaloon y chaqueta; llevan un sombrero adornado con flores de papel. La máscara representa el tipo de raza blanca simulando espesa patilla y barba larga. Los moros van estilo árabe y pelean la ropa de Jesús. Su música la hacen con una flauta y una Tambora.
Existen otras danzas que se bailan en las fiestas patronales del Sr. San José como son las pastoras, la danza de los tecuanes y actualmente se agregó la danza de los chinelos.
Otra tradición es la de la entrada de las promesas de las diferentes comunidades y de las colonias que forman el pueblo los días 18 y 19 de marzo; también se queman toritos y un Castillo de juego pirotécnicos, hay bautizos y comuniones.

## Costumbres
Una costumbre es que cada año se festeja la fiesta patronal de nuestro señor San José , empieza con los rezos desde el día primero de marzo, se hace nombrando un encabezado, el cual invita a sus vecinos y se culmina con las misas el día 18 y 19 de 3 ministros a las 12:00 del día. También bailan todas las danzas los 2 días, dan atole, la birria y bajan a San José para que todos lo saludemos, se culmina con la quema de toritos y el hermoso castillo comprado por todos, otra costumbre es la celebración del día de los muertos con flores de Zempoalxóchitl y pan dulce y otra de las costumbres del pueblo de Poliutla es que a principios del año se nombra un mayordomo que es el encargado de realizar las fiestas patronales de la parroquia de nuestro patrón San José.
Otra costumbre es que se organiza la fiesta taurina a partir del día 11 con un toro, el 12 se organiza un gran desfile , el más grande de todos con carros alegóricos y diferentes personajes. En esta fiesta lucen guananchas que llevan en su chiquigüite frutas.
Cuando alguien muere se busca padrino de cruz si son hombres y si son mujeres son puras mujeres.

## Gastronomía
En la región de tierra caliente, principalmente en San José Poliutla hay una gran diversidad de plantas y animales comestibles, lo que ha determinado la riqueza de los platillos que caracterizan a esta localidad que se le ofrece al visitante como es la exquisita birria de chivo, un plato de iguana, el tradicional aporreado y un plato de combas con su rama de epazote y los famosos uchepos y toqueres.[cita requerida]

## Religión
Los antiguos habitantes de Poliutla eran politeístas (creían en varios dioses).
Actualmente la religión que predomina es la católica y algunas otras en menor escala. En San José Poliutla como en otros de tierra caliente hubo un fraile llamado Juan Bautista, María Moya el cual se dedicó en cuerpo y alma a la evangelización.[cita requerida]
De toda esta región en donde fundó pueblos y aquí levantó el templo junto con algunos lugareños.[cita requerida]

## Actividades económicas
- Agricultura:

Destaca la producción de: maíz, sandía, sorgo forrajero, ajonjolí, jitomate, chile, mango, nanche, plátano, limón y papaya. 
- Ganadería:

Existen especies de ganado mayor distribuidas de la siguiente manera: Bovino, porcino, ovino, caprino, y equino; del ganado menor, aves de postura y de engorda, así como colmenas. 

## Palabras prehispánicas
Hay varias palabras prehispánicas en la comunidad de Poliutla, una en particular es la de "chicol" que es el gancho que se utiliza para cortar los pinzanes o guamichiles.[cita requerida]
Un chicol es una herramienta para cosechar o corta frutos. Está formado por carrizo, algunas veces puede contener forma de globo o simplemente de gancho, para así poder enganchar el fruto o sostenerlo.[cita requerida]